# La Falda del Picacho
La Falda del Picacho är en ort i Mexiko.   Den ligger i kommunen León och delstaten Guanajuato, i den centrala delen av landet, 300 km nordväst om huvudstaden Mexico City. La Falda del Picacho ligger 1 909 meter över havet och antalet invånare är 180.
Terrängen runt La Falda del Picacho är kuperad åt nordost, men åt sydväst är den platt. Runt La Falda del Picacho är det tätbefolkat, med 442 invånare per kvadratkilometer. Närmaste större samhälle är León de los Aldama, 16,6 km väster om La Falda del Picacho. Trakten runt La Falda del Picacho består till största delen av jordbruksmark.